# Parijs-Roubaix 1959
De 57ste editie van de wielerwedstrijd Parijs-Roubaix werd gereden op zondag 12 april 1959. De Belg Noël Foré won na 262,5 kilometer met een gemiddelde snelheid van 42,76 km/h.
75 deelnemers haalden de aankomst na een rit van iets meer dan 6 uur met regenachtig weer. Zeven vluchters kregen respijt omdat in de achtervolging met een aantal favorieten een motorfiets botste met renners en anderen lekke banden reden. Van die vluchters was Noël Foré de snelste die met enkele meters voorsprong over de meet in de vélodrome de Roubaix reed, gevolgd door medevluchters Gilbert Desmet en Marcel Janssens.

## Uitslag
| Parijs-Roubaix 1959 |                  |                   |          |
| Plaats              | Naam             | Ploeg             | Tijd     |
| Winnaar             | Noël Foré        | Groene Leeuw      | 6u08'20" |
| 2                   | Gilbert Desmet   | Faema             | z.t.     |
| 3                   | Marcel Janssens  | Flandria-Dr. Mann | z.t.     |
| 4                   | Rik Van Looy     | Faema             | + 57"    |
| 5                   | Tino Sabbadini   | Mercier           | z.t.     |
| 6                   | Alfred De Bruyne | Peugeot-BP        | z.t.     |
| 7                   | Frans De Mulder  | Groene Leeuw      | z.t.     |
| 8                   | Leon Vandaele    | Flandria-Dr. Mann | + 1' 04" |
| 9                   | Frans Aerenhouts | Mercier           | z.t.     |
| 10                  | Raymond Impanis  | Elvé-Peugeot      | z.t.     |